# إيفان كوبر
إيفان كوبر (بالإنجليزية: Ivan Cooper)‏ هو سياسي بريطاني، ولد في 1944 في المملكة المتحدة. حزبياً، نشط في حزب العمال في أيرلندا الشمالية (1965 – 1968). وقد انتخب عضو برلمان أيرلندا الشمالية وفي الانتخابات البرلمانية في أيرلندا الشمالية 1973 ‏، انتخب عضو برلمان أيرلندا الشمالية 1973-1974 وقد انضم خلال فترته النيابية ‏ للكتلة البرلمانية الحزب الاشتراكي العمالي.